# ჳ
ჳ（グルジア語: ვიეまたはჳე、/vɪɛ/）は、グルジア文字の22番目の文字であったが、19世紀のイリア・チャヴチャヴァゼなどによる正書法改革により廃止された。

## 使用
古ジョージア語では二重母音の[uɪ]を表す。記数法では「უ」と同じく数値400を表す。
ジョージア語では廃止となっているが、ジョージア国内のスヴァン語では有声両唇軟口蓋接近音[w]を表す。アブハズ語（1937年から1954年まで）およびオセット語（1938年から1954年まで） のグルジア文字表記法でも使用されていたが、現在はキリル文字が主に使われ、アブハズ語で「Ҩ」と（有声両唇硬口蓋接近音[ɥ]を表す）、オセット語で「У」と記される。
ラテン文字化では「W」と記す。
廃止された以降、この文字は「ვი」と書き換えられた（სხჳსი → სხვისიなど）。
なお、古ジョージア語の時代に円唇後舌め広めの狭母音[ʊ]を表す単独の文字は存在せず、同じ発音はギリシア語の「ου」に倣い「ႭჃ」の2文字で表したが、中ジョージア語時代にようやく合字が形成され、現在は「უ」となっている。

## 字形
| アソムタヴルリ | ヌスフリ | ムヘドルリ | ムタヴルリ |
| -------------- | -------- | ---------- | ---------- |
|                |          |            |            |

## 符号位置
| 文字 | Unicode | JIS X 0213 | 文字参照          | 備考           |
| ---- | ------- | ---------- | ----------------- | -------------- |
| Ⴣ    | U+10C3  | -          | &#x10C3; &#4291;  | アソムタヴルリ |
| ⴣ    | U+2D23  | -          | &#x2D23; &#11555; | ヌスフリ       |
| Ჳ    | U+1CB3  | -          | &#x1CB3; &#7347;  | ムタヴルリ     |
| ჳ    | U+10F3  | -          | &#x10F3; &#4339;  | ムヘドルリ     |